# Hybomitra zancla
Hybomitra zancla är en tvåvingeart som beskrevs av Philip 1954. Hybomitra zancla ingår i släktet Hybomitra och familjen bromsar. Inga underarter finns listade i Catalogue of Life.